# Nehalennia minuta
Nehalennia minuta là một loài chuồn chuồn kim trong họ Coenagrionidae.
Nehalennia minuta is in 1857 voor het eerst wetenschappelijk beschreven bởi Selys in Sagra.